# VFW-Fokker

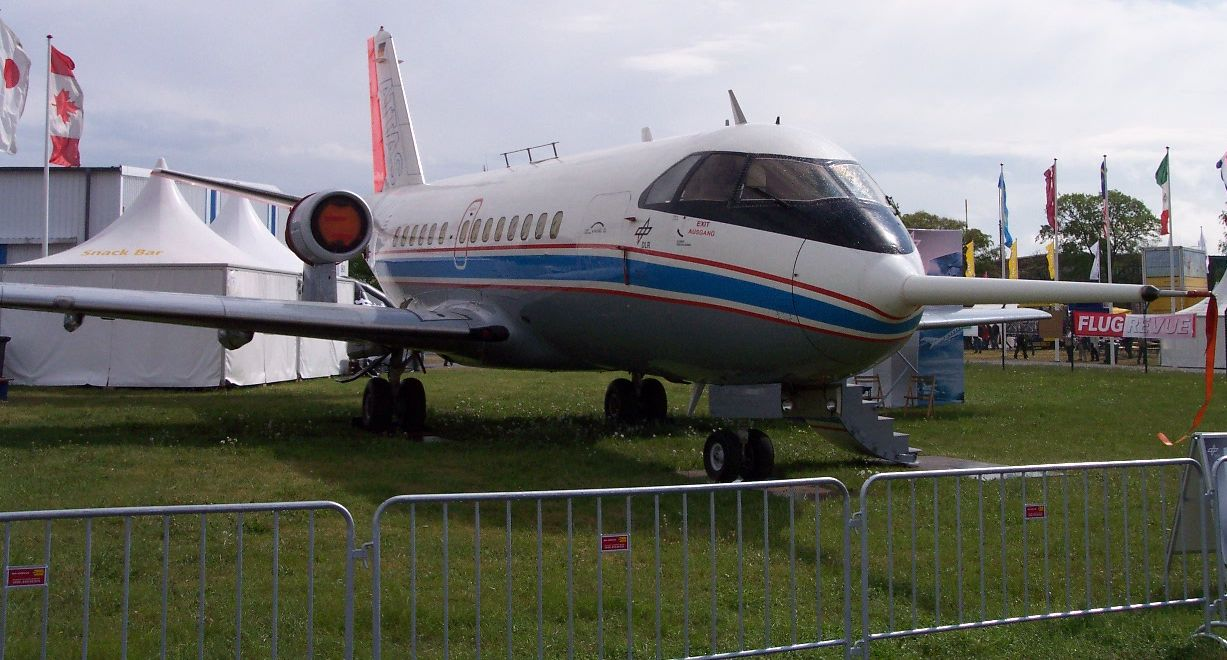
El VFW 614 utilitzat per la DLR

VFW-Fokker GmbH va ser una aliança d'empreses entre Fokker i Vereinigte Flugtechnische Werke (VFW) que va començar l'any 1969 i que, des d'aleshores, va controlar la iniciativa ERNO.
Entwicklungsring Nord (cercle de desenvolupament Del nord) - abreujat ERNO - va ser també una aliança d'empreses realitzada el 1961 de les empreses amb base a Bremen Weserflug i Focke-Wulf amb Hamburger Flugzeugbau amb l'objectiu de desenvolupar parts de coets i implicar-se en activitats espacials.
El 1961 van començar a treballar en una petita aeronau de transport de reacció amb el nom inicial d'Erno-61-4.
Després que Weserflug i Focke Wulf es fusionessin formalment en Vereinigte Flugtechnische Werke (VFW) l'any 1964, la denominació de l'aeronau va passar a ser VFW-Fokker 614. L'esborrany de disseny va ser esmenat a un avió de passatgers de reacció STOL amb capacitat per a 40-44 passatgers amb els motors instal·lats sobre les ales per fer més fàcils les operacions en pistes no preparades. Les subvencions del govern alemany van permetre que els desenvolupaments s'iniciessin a principis de 1966. El primer prototipus va començar el mes d'agost de 1968, però llavors VFW i Fokker va formar un holding transnacional.
VFW-Fokker va fer equip amb Republic Aviation per tal de desenvolupar el D-24 Alliance, un avió VTOL amb ala de geometria variable com a part del programa AVS (Advanced Vertical Strike).
El prototip va volar el 14 de juliol de 1971, però es va estavellar el febrer següent. Dos prototips més van volar el 1972. Les certificacionsper volar alemanyes, estatunidenques del FAA, i francesa del DGA es van completar el 1974, 1975, i 1976 respectivament. La producció col·laborativa va implicar Messerschmitt-Bölkow-Blohm (MBB) a Alemanya, Fokker VFW als Països Baixos i SABCA i la filial belga de Fairey a Bèlgica. La primera venda va ser a Cimber Air, que va començar els vols comercials el mes de novembre de 1975.
L'aliança de VFW-Fokker va afectar negativament el VFW 614, ja que Fokker necessitava vendre els seus models F27 i F28. Les subvencions nacionals van ser desviades pel programa Airbus, cosa que va suposar el final pel VFW-614. El 19 d'agost de 1977 el dinovè i últim exemplar va ser completat.Pocs VFW 614 van romandre en ús.
L'ESA el juny de 1974 va anomenar un consorci sota el comandament d'ERNO-VFW Fokker per construir moduls pressuritzats per l'Spacelab. British Aerospace, sota contracte d'ERNO-VFW Fokker, va construir cinc segments de palet en forma d'U de 3 metres de llarg.
Alemanya va proporcionar el 53.3% del cost d'Spacelab i va completar el 52.6% de tots els contractes. ERNO VFW Fokker, en competència amb MBB, va entregar el disseny guanyador, i va esdevenir el principal contractista per l'Spacelab. MBB el 1981 va absorbir VFW Fokker. La planta d'ERNO a Bremen va continuar com la seu pel disseny del Spacelab, administració de producció, testatge de components, i muntatge. Avui, és una part d'EADS Astrium Space Transportation.